# 柏林—哈勒鐵路
柏林－哈勒鐵路（德語：Bahnstrecke Berlin–Halle），又稱安哈爾特鐵路（德語：Anhalter Bahn），是一條連結德國首都柏林、勃蘭登堡州和薩克森-安哈爾特州的複線電氣化鐵路。